# Hyposidra apicifulva
Hyposidra apicifulva là một loài bướm đêm trong họ Geometridae.